# جمعیت هلال احمر امارات متحده عربی
جمعیت هلال احمر امارات متحده عربی (به عربی: الهلال الأحمر الإماراتي)، سازمانی بشر دوستانه و وابسته به نهضت بین‌المللی صلیب سرخ و هلال احمر می‌باشد.

این سازمان در سال ۱۹۸۳ با حمایت زاید بن سلطان آل نهیان تأسیس گردید.